# 51 Pegasi
51 Pegasi, o Helvetios, è una stella della costellazione di Pegaso; dista 14,7 pc (47,9 al) dal sistema solare.

Si tratta della prima stella simile al Sole attorno a cui fu scoperto un pianeta extrasolare. 51 Pegasi è visibile dalla Terra con un binocolo; in condizioni di ottima visibilità e con cielo molto scuro, è visibile anche ad occhio nudo.

## Caratteristiche
Si tratta di una nana gialla o forse una subgigante gialla più vecchia del Sole, dell'11% più massiccia, con maggior metallicità e con idrogeno probabilmente in esaurimento anche se ancora in sequenza principale; il suo tipo spettrale talvolta viene riportato di tipo G2IV, come nel catalogo dell'osservatorio Perkins del 1989 The Perkins catalog of revised MK types for the cooler stars., tuttavia in epoche più recenti è riportata di tipo G5V, quindi ancora di sequenza principale.
Non c'è assoluta precisione riguardo alla sua età: è riportata talvolta essere di 7,5 miliardi di anni ma anche "solo" di 6±0,6 miliardi di anni; la bassa concentrazione di litio, la bassa attività e il periodo di rotazione, solitamente indicato maggiore dei 25 giorni del Sole, indicano in ogni caso che è più vecchia del Sole, ed essendo più massiccia si trova a uno stadio evolutivo più avanzato. La bassa attività registrata potrebbe anche indicare che si trova in un minimo di Maunder.

## Pianeta
La scoperta del pianeta fu annunciata il 6 ottobre 1995 su Nature (vol. 378) da Michel Mayor e Didier Queloz. La scoperta è avvenuta attraverso il metodo della velocità radiale, tramite osservazioni compiute dall'Observatoire de Haute-Provence, in Francia.
Nel 1996 gli astronomi Baliunas, Sokoloff e Soon, hanno rese note delle misurazioni su alcune stelle, dalle linee spettrali Calcio II H e K hanno misurato per 51 Pegasi un periodo di rotazione di 37 giorni.

## 51 Pegasi b
Il pianeta orbitante attorno alla stella è noto come 51 Pegasi b (viene anche soprannominato "Bellerofonte"), secondo la convenzione per cui gli oggetti secondari di un sistema prendono il nome da quello dell'oggetto primario, seguito da una lettera minuscola progressiva.
Dopo l'annuncio della scoperta, molti ricercatori ne confermarono l'esistenza ed ottennero maggiori dettagli sulle sue proprietà, compreso il fatto che orbita molto vicino alla stella, che presenta alte temperature (nell'ordine dei 1300 kelvin) e che presenta circa la metà della massa di Giove. Al momento della scoperta la distanza ravvicinata del pianeta non era compatibile con le teorie e diede luogo a discussioni circa la migrazione dell'orbita.
Il pianeta è stato scoperto con un sensibile spettroscopio che può individuare i minimi cambiamenti di velocità nelle linee spettrali della stella di circa 70 metri al secondo. Questi cambiamenti sono causati dagli effetti gravitazionali del pianeta ad appena 7 milioni di chilometri di distanza dalla stella.
La scoperta di questo pianeta extrasolare ha costituito una pietra miliare nella ricerca astronomica, poiché gli astronomi hanno compreso che i pianeti giganti possono esistere in orbite di breve periodo e che vale la pena cercarli anche con l'attuale tecnologia, maggior "tempo di telescopio" è stato dedicato alla ricerca delle velocità radiali, e ora sono stati scoperti molti esopianeti che ruotano intorno a stelle vicine al Sole.
| Pianeta      | Tipo           | Massa   | Raggio     | Periodo orb.             | Sem. maggiore | Eccentricità  | Incl. orbita | Scoperta |
| ------------ | -------------- | ------- | ---------- | ------------------------ | ------------- | ------------- | ------------ | -------- |
| b (Dimidium) | Gioviano caldo | 0,46 MJ | 1,9±0,3 rJ | 4,23077 ± 0,00005 giorni | 0,052 UA      | 0.013 ± 0.012 | 80+19 −10°   | 1995     |